# Rijksgouw Westmark
Rijksgouw Westmark (Duits: Reichsgau Westmark) was de naam die de Duitsers in 1935 gaven aan het opnieuw door Duitsland ingelijfde Saarland.  Samen met de Palts en het Lotharingse deel van het in 1940 heroverde Elzas-Lotharingen zou het een nieuwe rijksgouw worden.  Maar uiteindelijk kreeg deze rijksgouw Westmark nooit concreet vorm.